# Anchor Point
Anchor Point ist ein Census-designated place im Kenai Peninsula Borough im US-Bundesstaat Alaska. Das U.S. Census Bureau hat bei der Volkszählung 2020 eine Einwohnerzahl von 2.105 ermittelt.
Einer Legende nach kommt der Name aus der Zeit, als James Cook die Umgebung erforschte. Er soll in Anchor Point einen Anker (engl. „Anchor“) verloren haben. Die ersten Siedler kamen zu Anfang des 20. Jahrhunderts.